# Sifidius confusus
Sifidius confusus är en skalbaggsart som först beskrevs av Pierre Lesne 1939.  Sifidius confusus ingår i släktet Sifidius och familjen kapuschongbaggar. Inga underarter finns listade i Catalogue of Life.